# Louis-Claude de Saint-Martin
Louis-Claude de Saint-Martin, ook wel bekend als le Philosophe inconnu (de onbekende filosoof), (Amboise, 18 januari 1743 – Aulnay (nabij Sceaux), 13 oktober 1803) was een Frans schrijver en filosoof.

## Biografie
Louis-Claude de Saint-Martin is een illuministische schrijver die werken schreef als reactie op de materialistische filosofen van de Encyclopédie van de 18e eeuw. Het illuminisme interpreteert christelijke teksten vanuit het standpunt van het occulte en het neoplatonisme.
Louis-Claude de Saint-Martin werd geboren in 1743 te Amboise (Indre-et-Loire) als telg van een adellijke familie. Hij deed rechtenstudies en werd, zoals zijn ouders het wilden, advocaat. Dat beroep beviel hem echter niet en dankzij de steun van een invloedrijke vriend, behaalde hij in 1765 (op tweeëntwintigjarige leeftijd) het diploma van onderluitenant bij het regiment van Foix. Tijdens zijn militaire carrière stortte hij zich ook vol overgave op de studie van het esoterische. (Een voorbeeld dat Fabre d’Olivet later ook zal volgen.)
Door tussenkomst van een van zijn vrienden uit de officiersrangen, kapitein de Granville, werd Saint-Martin vanaf 1765 toegelaten tot de Ordre des Chevaliers Maçons Elus-Cohen de l'Univers, een orde die enkele jaren daarvoor was gesticht door Martines de Pasqually. De rites van deze orde beïnvloedden Saint-Martin diep en vormden de basis voor zijn filosofische thema's die hij in zijn werken uitwerkt. In 1771 nam hij ontslag uit het leger om zich aan zijn roeping over te geven en was hij ook gedurende enkele maanden de secretaris van Martines de Pasqually.
In 1773 en 1774 verbleef hij te Lyon bij een andere discipel van Martines, Jean-Baptiste Willermoz, die in 1778 de Rite Ecossais Rectifié (RER) stichtte. In de loop van zijn verblijf bij Willermoz, schreef Saint-Martin zijn eerste werk: Des erreurs et de la vérité, ou les Hommes rappelés aux principes de la science. Toen dit werk in 1775 verscheen, verbleef Saint-Martin in Parijs en verwierf hij de benaming Le philosophe inconnu. Zijn tweede werk Tableau naturel des rapports qui unissent Dieu, l’Homme et l’univers (1782) zette de gedachtegang van zijn eerste werk verder. Vanaf die periode ging Saint-Martin ook een andere weg op: hij week af van de actieve weg van de magie en ontwikkelde een meer inwendige visie. Uiteindelijk begon Saint-Martin de vrijmetselarij zelfs te wantrouwen, zelfs al was hij gedurende een korte periode lid geweest van de rite rectifié van Willermoz. Zijn verblijf in Straatsburg was van groot belang voor Saint-Martin: hij ontmoette er Mme de Böcklin die hem in aanraking bracht met de filosofie van Jacob Boehme (1575-1624).
Na L’Homme de désir (1790) en Le Nouvel Homme en Ecce Homo (beide verschenen in 1792), schreef Saint-Martin voornamelijk onder invloed van de filosofie van Boehme. In dezelfde periode startte ook zijn briefwisseling met Niklaus Anton Kirchberger (1739-1799). Hij schreef nog andere werken, waarvan Le Ministère de l’homme-esprit (1802) ongetwijfeld het meest uitgewerkt is en waarin hij Boehmes filosofische standpunten met die van zijn meester Martines verenigde. Tezelfdertijd maakte hij ook vertalingen van Boehmes werken en gaf hij ze uit.
Saint-Martin stierf in 1803 te Aulnay (nabij Sceaux), bij de senator Lenoir-Laroche.

## Filosofie van Saint-Martin
Het hele werk van Saint-Martin vertoont een grote trouw aan de leer van Martines. Daarnaast vertoont zijn filosofie ook een grote invloed van Jacob Boehme. Aan de andere kant is Saint-Martin nagenoeg niet beïnvloed door Emanuel Swedenborg of Madame Guyon.
Volgens Saint-Martin gaf God, vóór de tijd, het leven, via emanatie, aan spirituele wezens. Een aantal van deze weken echter af van het rechte pad en God creëerde een universum om deze gevallen engelen in op te sluiten en het kwaad aldus in te sluiten. Tegelijkertijd schiep hij de oerman, Adam Kadmon, een androgyn wezen met een prachtig lichaam, onderkoning van het universum en bewaker van de demonen.
De filosofie van Saint-Martin neemt afstand van de kritische analyse en staat dichter bij de intuïtiefilosofieën, zoals die van Jacob Boehme. In die zin, kan men Saint-Martins filosofie onderbrengen in hetzelfde gedachtegoed dat ook de vrijmetselarij, de theosofie en het mysticisme beïnvloedt.
Saint-Martin gaf een rituele initiatie aan zijn leerlingen door. De hieruit ontstane beweging kreeg van Papus de naam martinisme toegedicht, terwijl hij de beweging van Martinez het martinezisme noemde. Beide bewegingen zijn in diverse varianten tot in onze tijd in de meeste landen vertegenwoordigd. Ze worden vaak gerekend tot de para-maçonnerie.
De essentiële bijdrage van Saint-Martin is dat hij een coherente synthese heeft uitgewerkt van begrippen die allang bestonden: het wezen is van het Woord, het Woord is van God, alles is beeld. Men moet de mens helpen het juiste pad terug te vinden; men moet hem tonen dat zijn verlangen naar de waarheid – een hoofdzakelijk spirituele onderneming – getuigt van zijn heimwee naar eenheid. Elke mens neigt naar het Woord Gods. De verschillende talen, de fragmentatie van de wetenschappen mogen de mens niet verblinden.